# De Koe (Veere)
De Koe is een korenmolen aan de Warwijcksestraat aan de rand van Veere, bij de vestingwallen van Veere.
Het is een ronde, uit baksteen opgetrokken stellingmolen uit 1909 en in de Zeeuwse traditie gewit. De molen is gedekt met zink en heeft een vlucht van 23,50 meter. Het is een beeldbepalende molen die van alle kanten goed zichtbaar is gelegen. De Koe is maalvaardig.
De molen is gebouwd op een plaats waar eerder een grondzeiler uit 1736 stond die door brand werd verwoest.

## Galerij

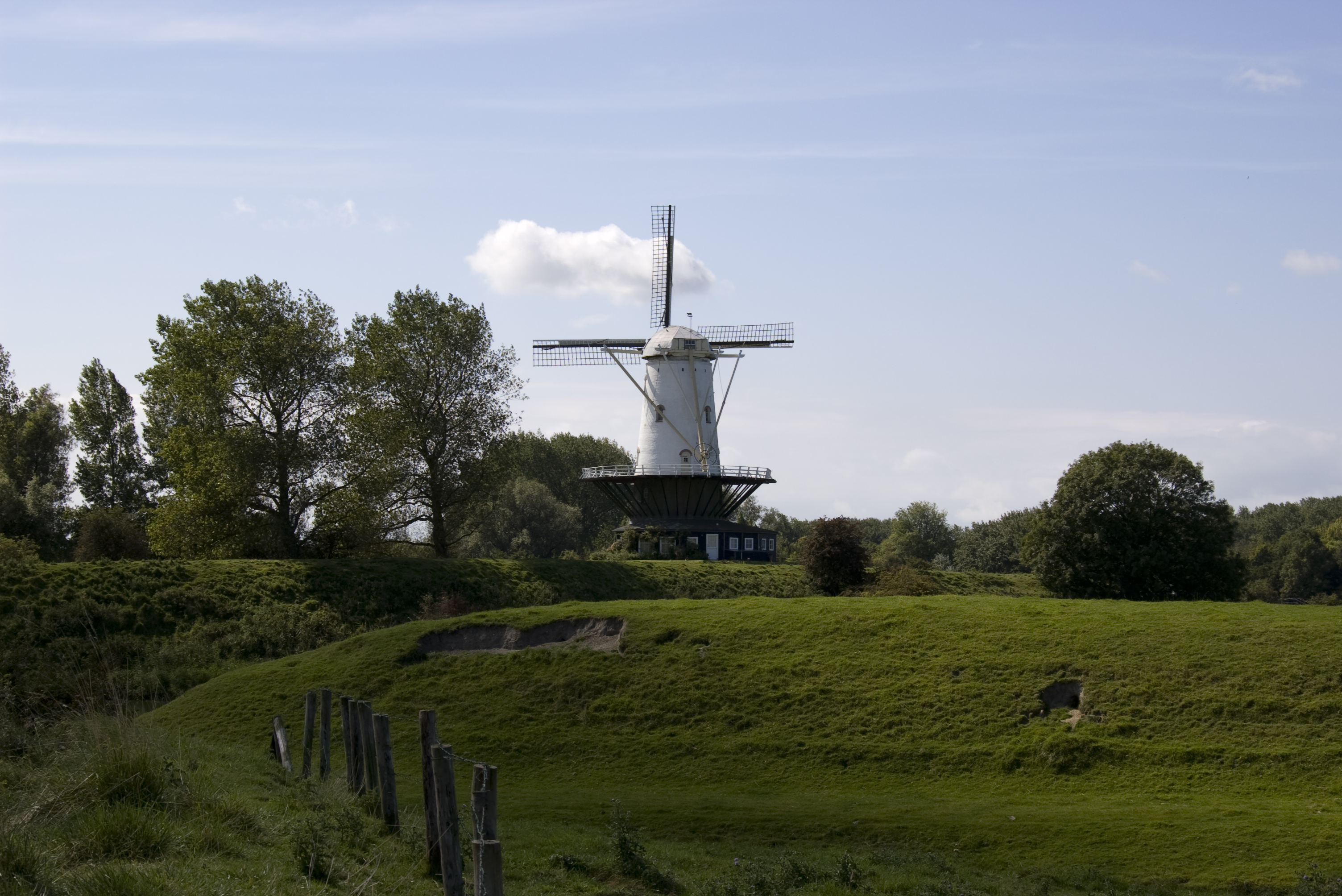
De Koe op het Veerse bolwerk
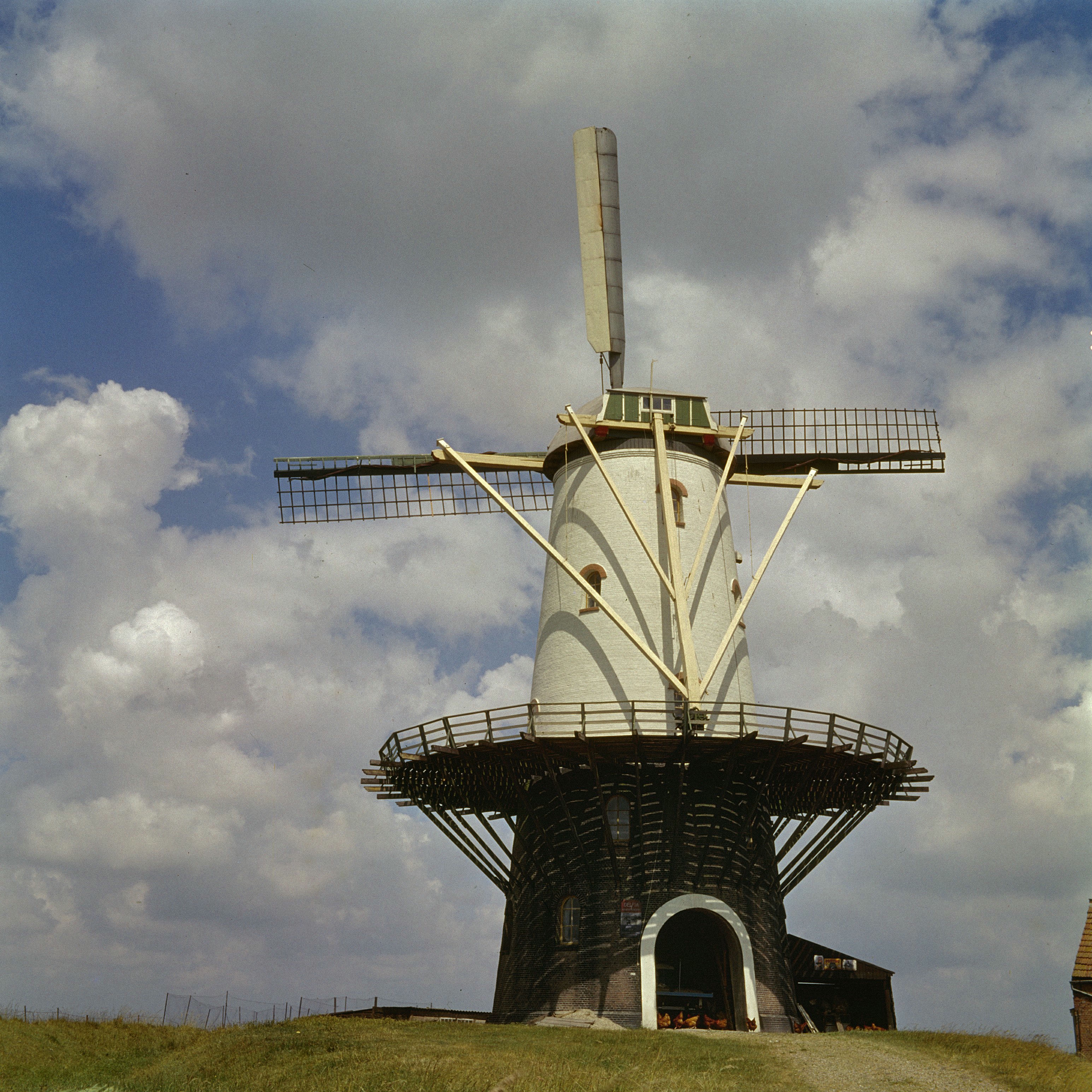
De molen met bilauwieken op een roede